# Doris ocelligera
Doris ocelligera is een slakkensoort uit de familie van de Dorididae. De wetenschappelijke naam van de soort werd voor het eerst geldig gepubliceerd in 1881 door Bergh. Deze soort komt in de Middellandse Zee en in de Atlantische Oceaan voor de kust van Kaapverdië voor, de Azoren, de Canarische Eilanden, Frankrijk, het Verenigd Koninkrijk en Ierland. Doris ocelligera is eind mei/begin juni 2020 voor het eerst in Nederland waargenomen in de Oosterschelde. Als Nederlandse naam is de naam ruwe wratslak voorgesteld. Het is nog onzeker of het deze soort is of de soort Doris verrucosa
De 10 tot 15 mm lange slak heeft een gele of geelgroene kleur en op de rug ronde wratten, die naar de randen van het lichaam kleiner worden. De grote wratten staan in rijen in de lengte van het lichaam en hebben vaak aan de top een donkerbruine vlek met witachtige korreltjes. Tussen de wratten zitten fijne, grijze lijntjes. De mantel gaat veel verder dan het viscerale gebied. De rinoforen zijn witachtig of geelachtig en iets lichter dan het lichaam. Ze zijn relatief kort en hebben zes tot negen lamellen. De rinofoorschede is hoog en heeft twee zijdelings afgeplatte knobbeltjes die samengevouwen de rinofooropening afsluit, wanneer deze zich terugtrekt. De kieuw wordt gevormd door zes of zeven geelachtig of groenachtig geveerde kieuwbladen, die half doorzichtig zijn en aan het einde kleine bruine vlekken hebben. De geelgroene kieuw zit ver naar voren en is uitgestoken naar achteren gericht. De kieuwschede is vrij hoog met een licht gelobde bovenrand. De voet van de slak is geelgroen en steekt achter de mantel iets uit wanneer het dier zich beweegt. De mond heeft aan twee kanten ronde vingerachtige uitsteeksels. De eieren worden afgezet in gele snoeren. Doris ocelligera leeft onder andere van broodsponzen.